# Escoutoux
Escoutoux é uma comuna francesa na região administrativa de Auvérnia-Ródano-Alpes, no departamento Puy-de-Dôme. Estende-se por uma área de 27,21 km². Em 2010 a comuna tinha 1 376 habitantes (densidade: 50,6 hab./km²).